# Klara Hofer
Klara Hofer (Pseudonym für Klara Höffner; * 13. Mai 1875 als Klara Gutsche in Bromberg; † 1. September 1955 in Pilsach, Oberpfalz) war eine deutsche Schriftstellerin.

## Leben
Klara Hofer war die Tochter des schlesischen Schulrats Heinrich Gutsche und seiner Frau Luise Krethlow. Sie besuchte eine Höhere Töchterschule. 1897 heiratete sie in Gnesen den protestantischen Pfarrer und Schriftsteller Johannes Höffner. Sie lebte mit ihm ab 1899 in Cottbus, wo Johannes Höffner kurz als Gefängnispfarrer wirkte, und später in Berlin. Die Familie hatte eine Tochter und einen Sohn, den späteren General Hans Höffner.
Johannes Höffner, der auch Herausgeber der Familienzeitschrift Daheim und Mitarbeiter weiterer Presseorgane war, regte seine Frau zum Verfassen literarischer Werke an, worauf sie unter dem Pseudonym Hofer schrieb. Nach dem Tod ihres Ehemanns im Jahre 1929 lebte Klara Hofer auf Schloss Pilsach, welches ursprünglich als Alterssitz ihrer Eltern vorgesehen war. Das dort gefundene Verlies regte sie zum Schreiben eines Romans über Kaspar Hauser an.

## Werke
Klara Hofer war Verfasserin von Erzählungen und (oft biografischen) Romanen, in denen sie die Persönlichkeit der beschriebenen Person unter anderem mithilfe von erlebter Rede und innerem Monolog interpretierte. Besonders erfolgreich war ihre Erzählung Maria im Baum, die bis 1946 in einer Gesamtauflage von über 70.000 Exemplaren erschien, sowie die Hebbel-Biografie Alles Leben ist Raub.
- Weh dir, daß du ein Enkel bist, Berlin 1912
- Alles Leben ist Raub, Stuttgart [u. a.] 1913 (über Friedrich Hebbel)
- Der gleitende Purpur, Berlin 1913
- Der Lebende hat Recht, Stuttgart 1914
- Das Schwert im Osten, Stuttgart [u. a.] 1915
- Das Spiel mit dem Feuer, Berlin 1915
- Friedrich Hebbel und der deutsche Gedanke, Stuttgart [u. a.] 1916 (über Friedrich Hebbel)
- Maria im Baum, Stuttgart [u. a.] 1916
- Bruder Martinus, Stuttgart [u. a.] 1917 (über Martin Luther)
- Friede im Krieg, Hagen i.W. 1917 (zusammen mit Johannes Höffner)
- Goethes Ehe, Stuttgart [u. a.] 1920 (über Charlotte von Stein sowie Christiane Vulpius)
- Das Schicksal einer Seele, Nürnberg 1924 (über Kaspar Hauser)
- Zur Hochzeit ruft der Tod, Nürnberg 1925
- Sonja Kowalewsky, Stuttgart 1926 (über Sofja Wassiljewna Kowalewskaja)
- Der Büßer, Tübingen 1928 (über August Strindberg)
- Rückzug von Moskau, Tübingen 1929 (über Leo Tolstoi)
- Die Mütter, Stuttgart 1931
- Frühling eines deutschen Menschen, Leipzig 1932
- Die hellste Nacht, Berlin-Steglitz 1935
- Das letzte Jahr, Berlin 1936
- Das Eichhörnchen, München 1952